# Hendrik Marius Quanjer
Hendrik Marius Quanjer (Enkhuizen, 23 april 1879 - Zeist, 1 maart 1961) was een Nederlandse fytopatholoog.

## Leven en werk
Quanjer studeerde tussen 1896 en 1904 artsenijbereidkunde (farmacie) aan de Universiteit van Amsterdam. Hier studeerde hij onder hoogleraar Hugo de Vries. Na zijn afstuderen ging hij als assistent van Jan Ritzema Bos werken bij het Phytopathologisch Laboratorium 'Willie Commelin Scholten' in Amsterdam. Hij promoveerde cum laude op het proefschrift The most important cabbage diseases in North Holland. In het onderzoek dat leidde tot dit proefschrift, ontdekte hij de koolgalmug (Contarinia nasturtii) als oorzaak van aantastingen bij kool (Brassica).
In 1906 vertrok Quanjer samen met Ritzema Bos naar de Rijks Hoogere Land-, Tuin- en Boschbouwschool in Wageningen. Hij was hier verantwoordelijk voor de colleges plantenziektenkunde van zowel inlandse als tropische gewassen. Tevens hield hij zich hier bezig met onderzoek naar de bladrolziekte van aardappels, veroorzaakt door het pas later aangetoonde Potato Leaf Roll Virus. In 1913 legde hij in een artikel de relatie tussen deze plantenziekte en de necrose van floëem. Dit was het startpunt van onderzoek naar virusziekten bij de aardappel door Quanjer en zijn leerlingen. Dit leidde wereldwijd tot een betere cultivatie van aardappels. Hiernaast leidde Quanjer onderzoek naar ziekten bij bieten en andere gewassen en hield hij zich bezig met de studie van fytopathogene nematoden en schimmels.
Bij de oprichting van de Landbouwhogeschool Wageningen in 1918 werd Quanjer benoemd tot hoogleraar in de fytopathologie. In 1923 was hij de oprichter van het Laboratorium voor mycologie en aardappelonderzoek, dat uitgroeide tot een internationaal centrum voor onderzoek naar aardappelziekten. In 1949 ging hij met emeritaat. Zijn oud-studenten droegen hierbij een nummer van het Tijdschrift over Plantenziekten aan hem op. 
Quanjer behoorde tot de prominente leden van de Nederlandsche Phytopathologische Vereeniging. 
In 1931 werd hij voorzitter van de nieuw ingestelde Commissie voor de Phytopathologie van de Nederlandsche Botanische Vereniging. Van die commissie maakte ook Johanna Westerdijk deel uit. Een van de collega's van Quanjer was Louise Kerling, die in 1952 ook hoogleraar werd.
In 2019 noemde de gemeente Wageningen een straat in een nieuwe woonwijk naar hem: de Prof. Quanjerstraat.
- Bibsys: 2034483
- Biografisch Portaal: 52266281
- Gemeinsame Normdatei: 1146288212
- International Standard Name Identifier: 0000 0001 1835 135X
- Library of Congress Control Number: no2011042486
- Nederlandse Thesaurus van Auteursnamen: 073774820
- Réseau des bibliothèques de Suisse occidentale: 02-A011901585
- Virtual International Authority File: 169421240
- WorldCat: E39PBJgMtDKcVJQpq7fGddtFrq